# Szypska Fatra

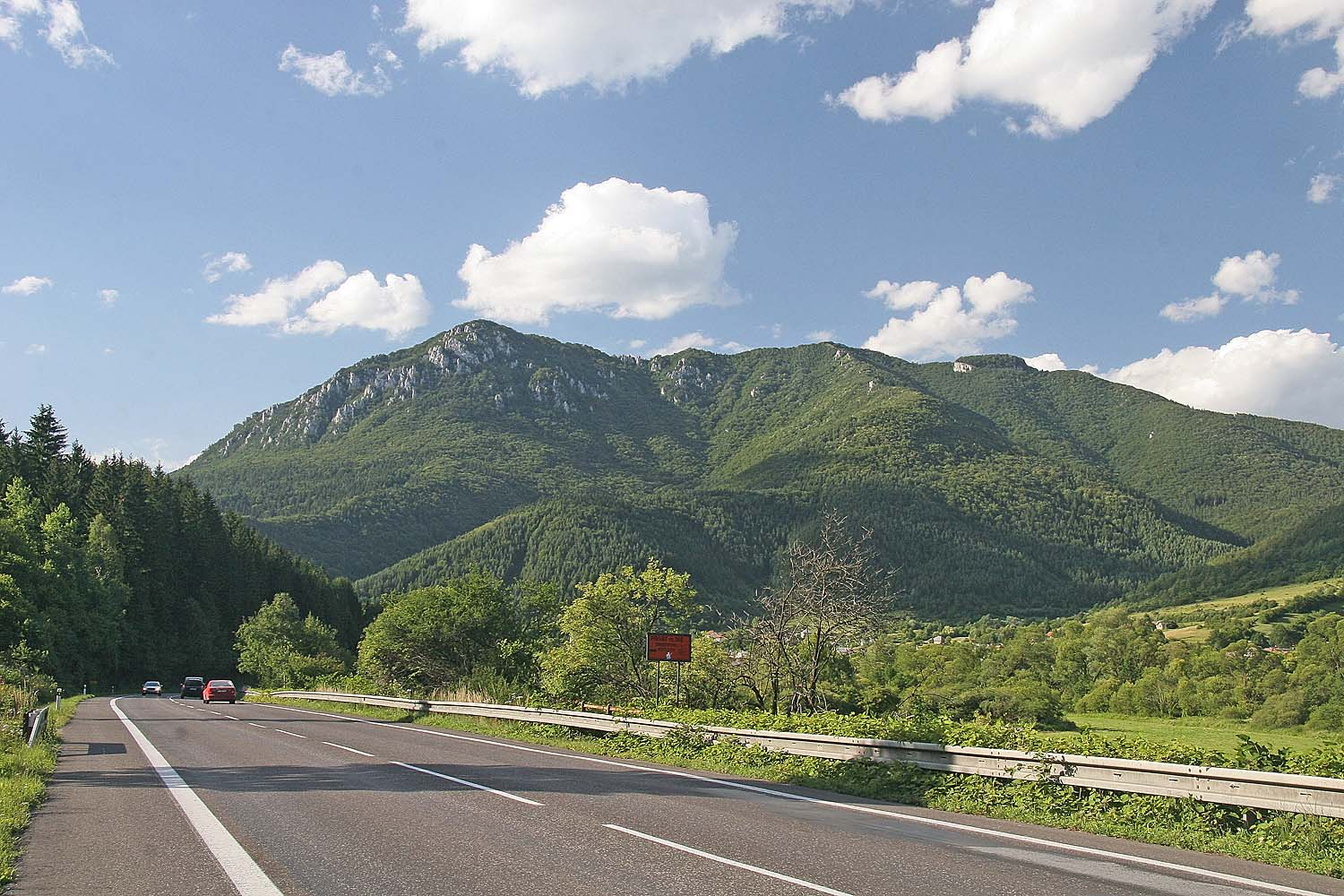
Šíp, widok ze Stankovan

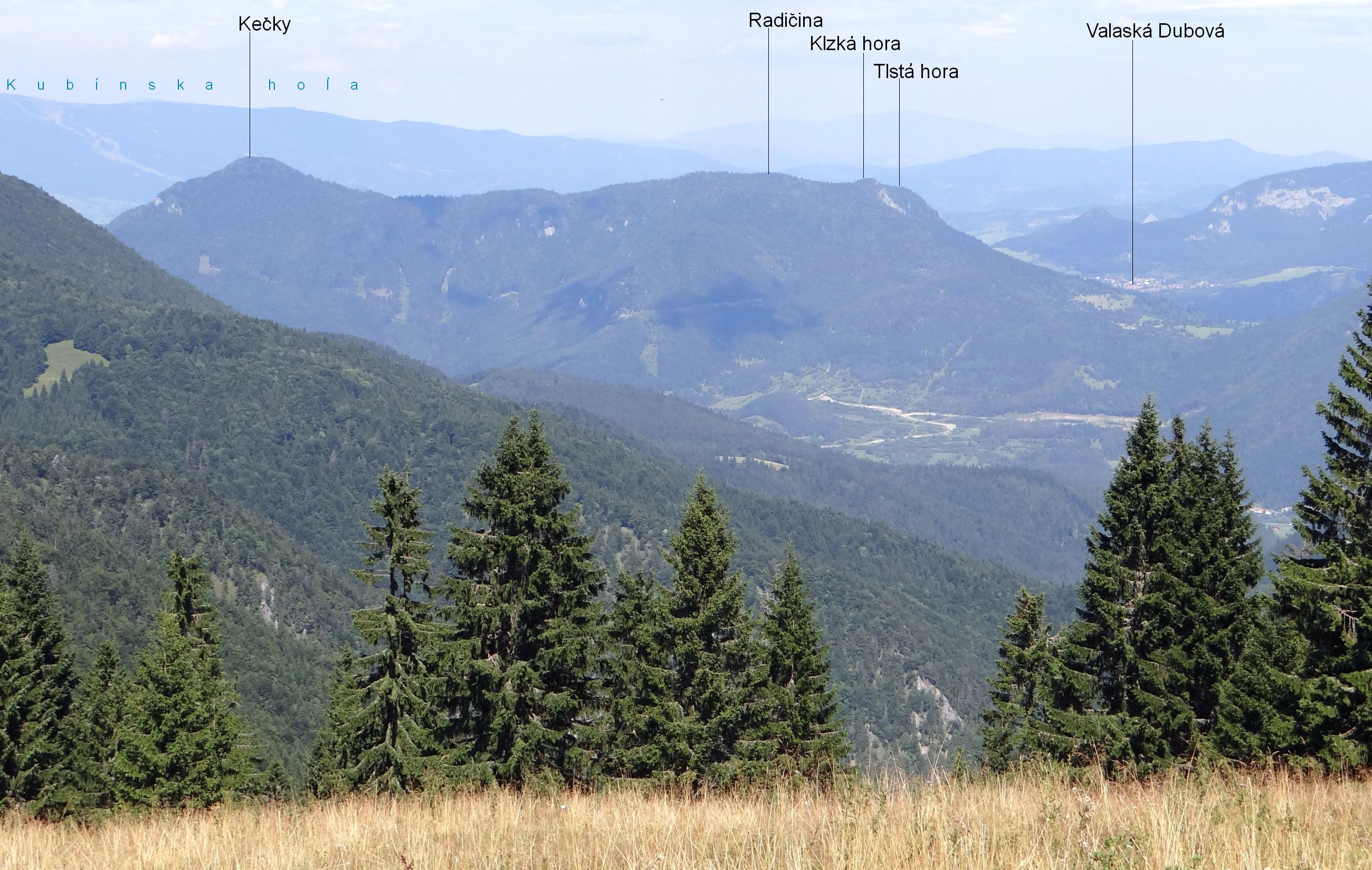
Widok na Szypską Fatrę od południa

Szypska Fatra (słow. Šípska Fatra) – grupa górska w randze mikroregionu w Karpatach Zachodnich na Słowacji, usytuowana w widłach Wagu i Orawy. Najwyższym szczytem jest Šíp (1169 m n.p.m.).

## Regionalizacja
Do lat 70. XX w. Szypska Fatra łączona była powszechnie z Górami Choczańskimi, zarówno przez geografów i geomorfologów czechosłowackich jak i polskich. Od 1978 r. ze względu na lokalne podobieństwa geomorfologiczne przez słowackich geografów zaliczana jest do Wielkiej Fatry w makroregionie Tatrzańsko-Fatrzańskim (słow. Fatransko-tatranská oblasť),. Ze względów praktycznych (spójność ze słowackimi źródłami oraz słowacką wikipedią) ten pogląd jest utrzymany w niniejszym artykule. Jednocześnie warto podkreślić, że współcześni polscy geografowie skłaniają się w dalszym ciągu do włączania Szypskiej Fatry do Gór Choczańskich (w Centralnych Karpatach Zachodnich), podkreślając łączność orograficzną (w rejonie przełęczy Brestová) obu jednostek oraz ich podobieństwa geologiczne (w Wielkiej Fatrze występuje trzon krystaliczny, którego brak na powierzchni zarówno w Górach Choczańskich jak i w Szypskiej Fatrze).

## Położenie i podział
Szypska Fatra zajmuje znaczną część terenu w widłach Wagu i jego prawego dopływu – Orawy. W ten sposób zachodnią i północną granicę tej jednostki wyznacza dolina Orawy od jej ujścia do Wagu w Królewianach po miejscowość Párnica, poza którą wznosi się Mała Fatra. Granicę północno-wschodnią wyznacza dolina lewobrzeżnego dopływu Orawy – Žáškovskiego potoku po Žaškov (tzw. Rów Podchoczański) i jej przedłużenie w kierunku przełęczy Brestová, poza którą rozciąga się już Pogórze Orawskie. Granicę wschodnią, oddzielającą Szypską Fatrę od Gór Choczańskich stanowi dolina potoku Likavka, spływającego spod Brestovej i uchodzącego do Wagu w Rużomberku. Granicę południową wyznacza dolina Wagu od Rużomberku po ujście Orawy – poza nią rozciąga się właściwy zrąb Wielkiej Fatry.
Szypska Fatra dzieli się dość wyraźnie na trzy mniejsze części. Najbardziej na zachodzie, wprost w widłach Wagu i Orawy, leży masyw Šípu. Najwyższym szczytem masywu jest w nim Šíp. Na południowy wschód, oddzielony od niego Škútovą doliną i przełęczą Žaškovské sedlo, leży masyw Ostrégo (1067 m), w którym wyróżniają się jeszcze Havran (915 m) i Hrdoš (917 m). Komjatnianská dolina oddziela go od położonego najbardziej na wschód i południe masywu Kečky (1139 m) i Radičiná (1127 m). Najbardziej na południe wysuniętym i nieco wydzielającym się członem tej ostatniej jednostki jest zwalisty masyw Čebraťu (1054 m) nad Rużomberkiem.

## Geologia i morfologia
Najwyższe szczyty tej jednostki sięgają wysokości 1050–1170 m n.p.m. Ich niższe partie i rozdzielające je doliny zbudowane są z pochodzących z dolnej i środkowej kredy, stosunkowo miękkich, marglistych wapieni, margli i marglistych łupków, zaliczanych do płaszczowiny kriżniańskiej. Partie szczytowe najwyższych wzniesień tworzą natomiast wielkie kry ciemnoszarych lub czarnych, żyłkowanych wapieni i szarych dolomitów triasowych (tzw. „choczańskich”), zaliczanych już do płaszczowiny choczańskiej. W utworach choczańskich wytworzył się szereg interesujących form skalnych w postaci urwistych ścian, progów skalnych, grzebieni skalnych i samotnych turni. Znajdziemy tu również szereg form krasowych, m.in. jaskinie, leje krasowe, źródła krasowe.